# Belle mais dangereuse
Pour plus de détails, voir Fiche technique et Distribution.
Belle mais dangereuse (titre original : She Couldn't Say No) est un film américain en noir et blanc réalisé par Lloyd Bacon, sorti en 1954.

## Synopsis
Pour remercier les habitants de son village de l'avoir aidé à guérir d'une maladie quand elle était petite, Corby Lane leur distribue de l'argent, mais cet acte de charité va avoir de conséquences...

## Fiche technique
- Titre : Belle mais dangereuse
- Titre original : She Couldn't Say No
- Réalisation : Lloyd Bacon
- Scénario : D. D. Beauchamp, William Bowers et Richard Flournoy, d'après une histoire de D. D. Beauchamp
- Photographie : Harry J. Wild
- Montage : George Amy
- Musique : Roy Webb
- Direction artistique : Carroll Clark et Albert S. D'Agostino
- Décors : Harley Miller (en) et Darrell Silvera
- Costumes : Michael Woulfe
- Producteur : Robert Sparks
- Société de production : RKO Radio Pictures
- Société de distribution : RKO Radio Pictures
- Pays de production :  États-Unis
- Format : noir et blanc - son mono (RCA Sound System)
- Genre : Comédie dramatique
- Durée : 89 min
- Dates de sortie : 
  - États-Unis : 15 février 1954
  - France : 3 septembre 1954

## Distribution
- Robert Mitchum : Docteur Robert Sellers
- Jean Simmons : Corby Lane
- Arthur Hunnicutt : Odie Chalmers
- Edgar Buchanan : Ed Meeker
- Wallace Ford : Joe Wheelen
- Raymond Walburn : Juge Hobart
- Jimmy Hunt : Digger
- Ralph Dumke : Shérif
- Hope Landin : Mlle McMurtry
- Gus Schilling : Ed Gruman
- Eleanor Todd : Sally Watson
- Pinky Tomlin : Elmer Wooley